# Santa Maria dell'Arco in un Torrione
Santa Maria dell'Arco in un Torrione era uma minúscula capela devocional que ficava no interior de uma das torres da Muralha Aureliana na moderna Viale Giotto, no rione San Saba de Roma. Era dedicada a Virgem Maria.

## História
O Mapa de Nolli (1748) mostra o que hoje é a Viale Giotto como uma estrada de terra que partia da Porta San Paolo e seguia ao longo da linha da muralha até Santa Balbina. Além desta capela, não havia um único edifício de tipo nenhum no caminho, que atravessa uma região tomada por vinhas. A capela propriamente dita ficava no interior da sexta torre contando para o oeste a partir da curva de noventa graus na muralha na junção com a Via Guerrieri; é a que fica logo a oeste da esquina com a Via Andrea Palladio.
Sua história é obscura, mas é provável que o local tenha sido um eremitério ligado ao mosteiro de San Salvatore de Porta, que era, por sua vez, uma dependência de San Saba no século X. Outro exemplo de uma capela no interior das muralhas com história ligada a um eremitério é Santa Margherita in Prigione.
A capela provavelmente não sobreviveu à ocupação francesa de Roma no começo do século XIX. A torre atualmente é uma ruína coberta de mato e fechada por um portão de ferro.